# Tatjana Grigorjeva
Tatjana Vladimirovna Grigorjeva (rusko Татьяна Владимировна Григорьева), rusko-avstralska atletinja, * 8. oktober 1975, Leningrad, Sovjetska zveza.
Nastopila je na poletnih olimpijskih igrah leta 2008, kjer je dosegla uspeh kariere z osvojitvijo naslova olimpijske podprvakinje v skoku ob palici. Na svetovnih prvenstvih je osvojila bronasto medaljo leta 1999.